# Константиноградка
Константиноградка — деревня в Павлоградском районе Омской области. Входит в состав Логиновского сельского поселения.

## История
Основана в 1900 году. В 1928 году поселок Константиноградка состоял из 139 хозяйств, основное население — украинцы. Центр Константиноградского сельсовета Павлоградского района Омского округа Сибирского края.

## Население
| 1926 | 2010 |
| ---- | ---- |
| 729  | ↘54  |